# Вістова (зупинний пункт)
Вістова́ — пасажирський залізничний зупинний пункт Івано-Франківської дирекції Львівської залізниці.
Розташований у селі Вістова, Калуський район, Івано-Франківської області на лінії Стрий — Івано-Франківськ між станціями Ценжів (5 км) та Боднарів (6 км).
Станом на лютий 2019 року щодня три пари дизель-потягів прямують за напрямком Стрий — Івано-Франківськ.